# エランギス属

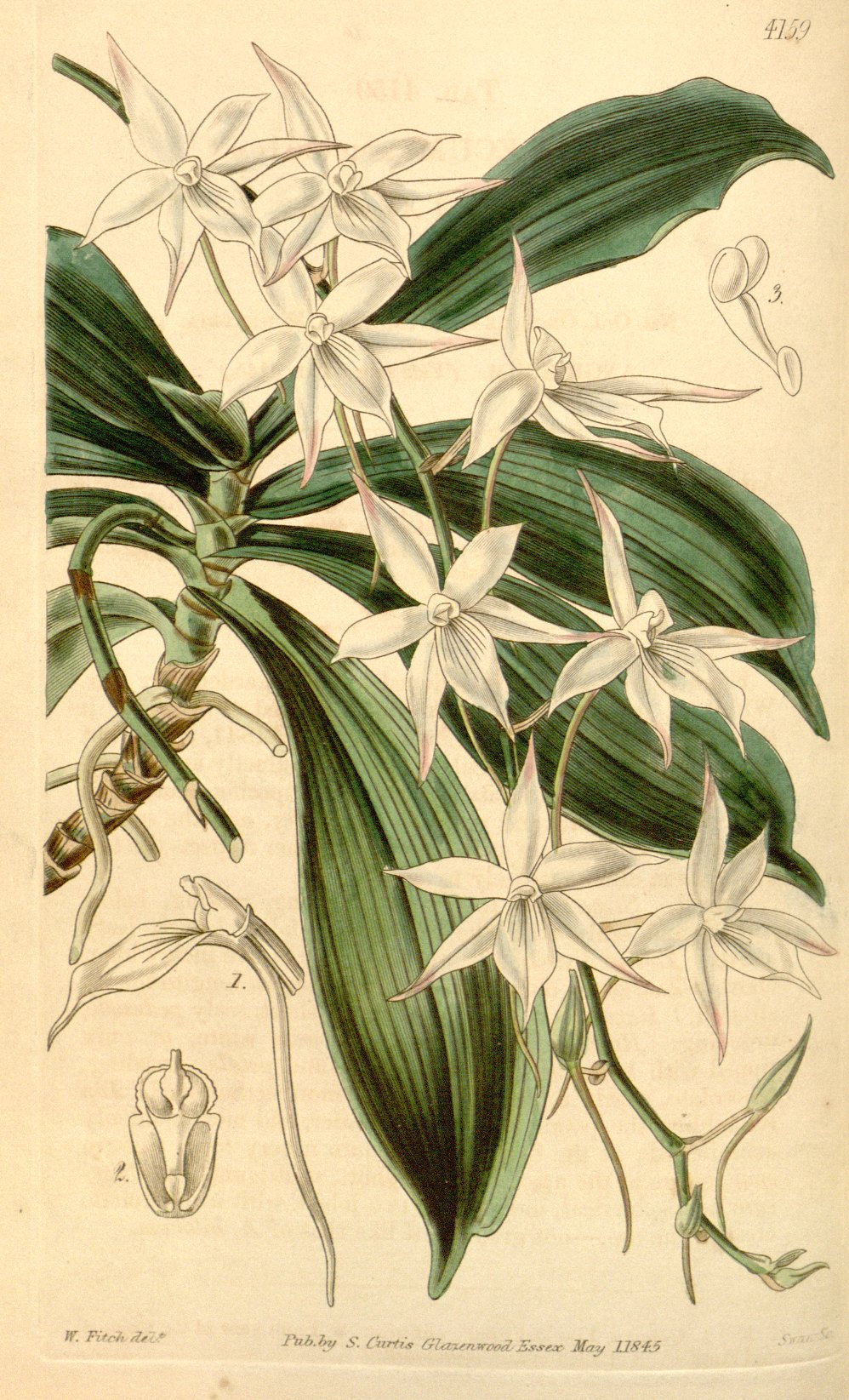
Aerangis biloba(図版)

エランギス属 Aerangis はラン科に所属する植物の群。アングレカム属に近く、長い距のある白い花を咲かせる。

## 概説
エランギスはアフリカ、マダガスカルを中心に分布する着生のランであり、単軸性で、白くて長い距のある花をつけること、夜間によい香りを発するものが多いことなど、アングレカム属と多くの特徴を共有する。区別は髄柱先端の構造や唇弁の形質などによる。たとえばアングレカムでは唇弁は幅広く、基部は髄柱を抱えるようになるが、エランギスでは唇弁は側花弁などとさほど変わらない。花粉塊はアングレカムでは2個が別個の柄に繋がるが、エランギスでは柄が一つにまとまる。
学名の由来はギリシャ語の aer (空気)と angos (管)を組み合わせたもので、長い距に由来するものと土橋は推定している。

## 特徴
常緑性の多年生着生植物。茎は普通は短くて葉を密生し、下部からは根を出して着生する。葉は倒卵形や倒披針形など、先端がやや幅広い形で、革質で先端が小さく割れ、その両側が不均等な大きさになる。
花茎は葉脇から出て、総状、または単独に白い花を着け、花茎はジグザグになりがち。花は白が中心で距にピンクや透明なものがあり、また黄色みを帯びるものもある。髄柱は白だが、赤いものもある。萼片と側花弁はほぼ同型で、披針形からやや楕円形。唇弁は萼片や側花弁より幅広いものが多いがさほどの差はなく、形はほぼ同じで、長い距を持つ。花粉塊は2個で、1つの花粉塊柄につながる。
長い距に蜜を貯め、強い香りを放つランは夜行性のガを花粉媒介者に選ぶものとされ、この類もそう考えられている。

## 分布と生息環境
アフリカ大陸からマダガスカルに分布。河川流域や森林、サバンナに生育する。樹上に着生するが、希に岩の上に出現するものもある。

## 分類
約50種が知られる。

## 利用
洋ランとして栽培されるが、アングレカムほどは普及していない。略称は Aergs.である。日本に導入されているのは20種ほどである。交配品種も作出されている。栽培はアングレカムとほぼ同様ながら、より空中湿度を求めるという。

## 代表的な種
- Aerangis
  - A. articulata
  - A. bilova
  - A. cryptodon
  - A. fastuosa　ファスツオサ
  - A. friesiorum
  - A. fuscata
  - A. kotschyana
  - A. luteoalba
  - A. modesta

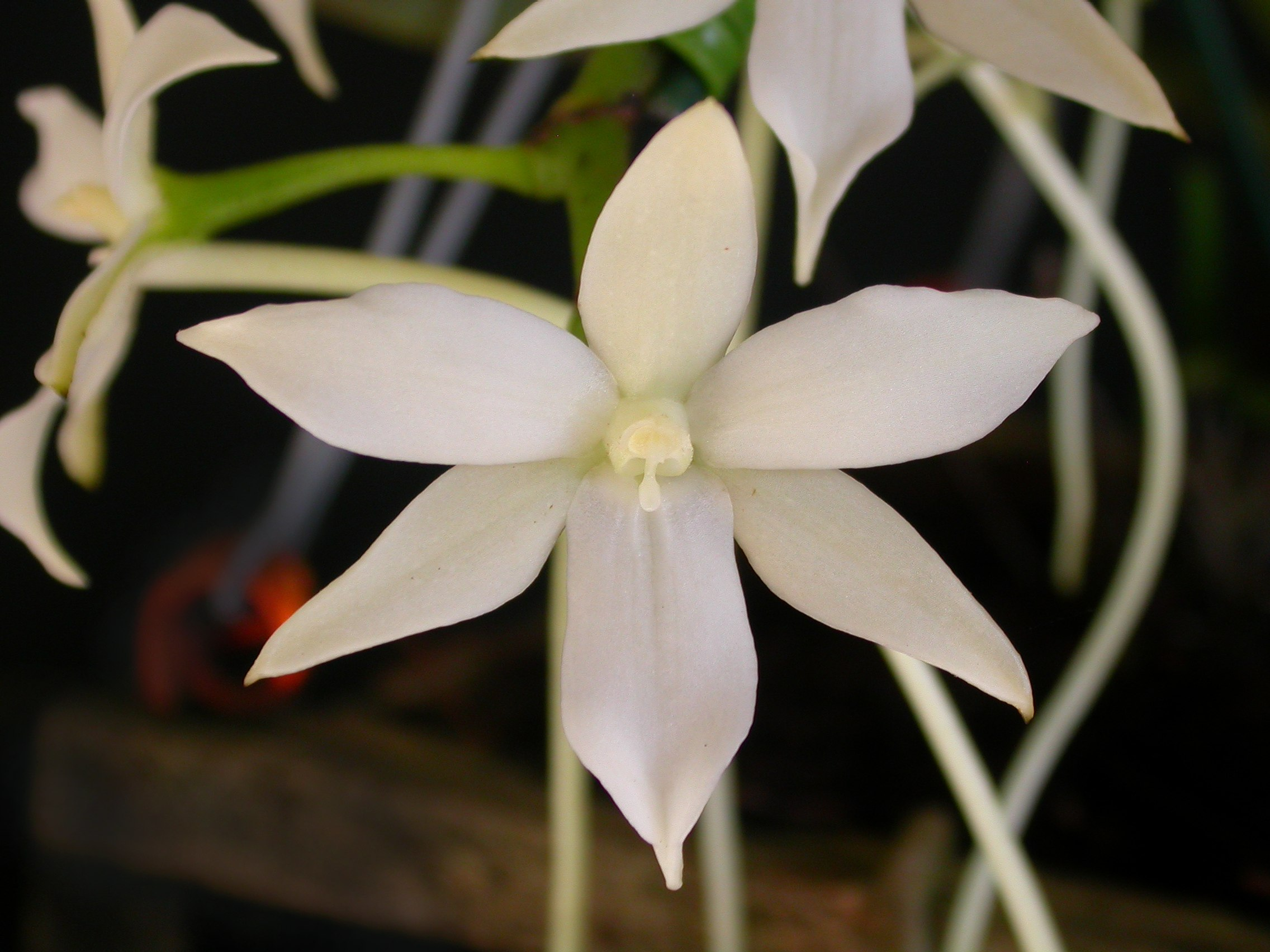
A. articulata 花の拡大
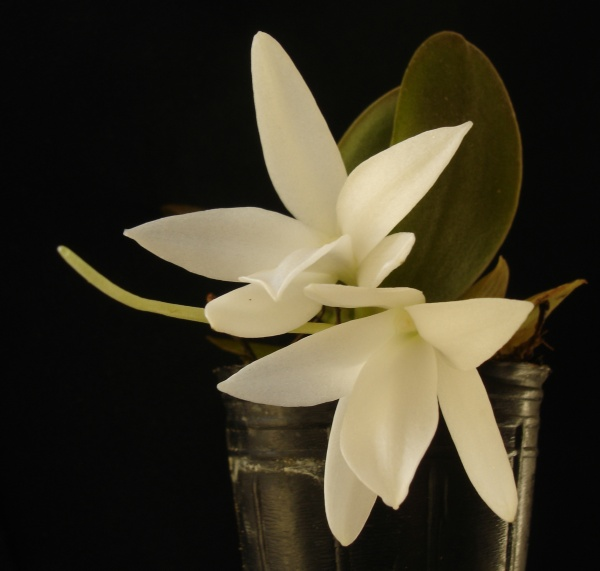
A. fastuosa 少数花の例
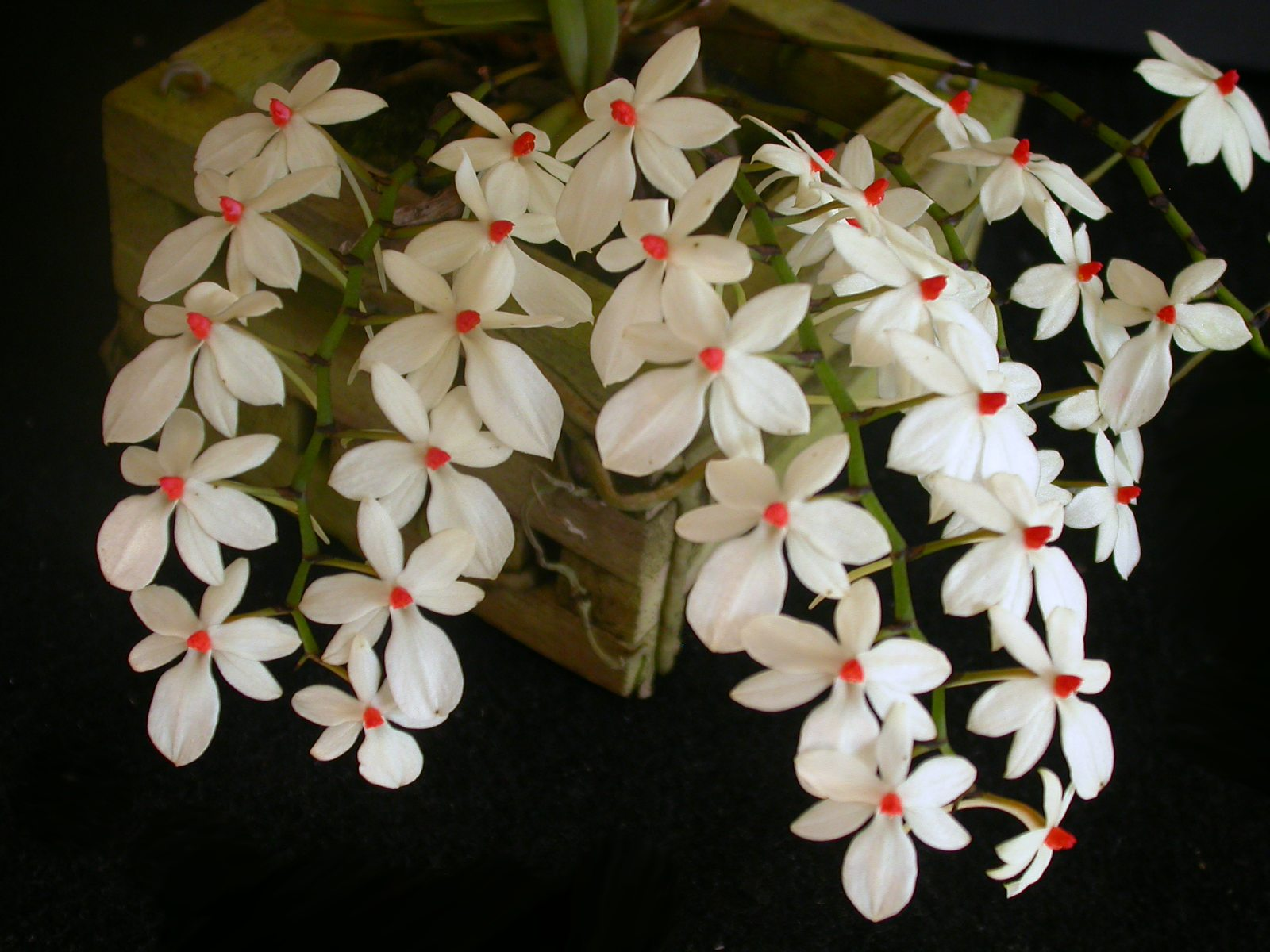
A. luteoalba 髄柱が赤い例